# 新潟県信用農業協同組合連合会
新潟県信用農業協同組合連合会（にいがたけんしんようのうぎょうきょうどうくみあいれんごうかい）は、新潟県新潟市中央区に本店を置く、新潟県内の農業協同組合の信用事業を統括する県域農協系金融機関であり、県内農業協同組合を会員とする。

## 概要
通称は「JAバンク新潟県信連」。統一金融機関コードは3017。主に法人顧客を中心としており、個人取引は殆どない。
当連合会と信用事業を行う新潟県内のJAを「JAバンク新潟」と総称している。

## 沿革
- 1948年 - 8月 設立。
- 1973年 - 新潟県収納代理金融機関に指定
- 1979年 - 第一次農協総合オンラインシステム稼働
- 1986年 - 第二次農協総合オンラインシステム稼働
- 1992年 - 愛称 JA 使用開始
- 1994年 - 第三次農協総合オンラインシステム稼働
- 2003年 - 全国系統 信用事業 電算システム(JASTEMシステム)へ移行

## 店舗所在地
- 本店（店番：110）/新潟県新潟市中央区東中通一丁目189-3 JA新潟ビル内